# Noby Noby Boy
Noby Noby Boy est un jeu vidéo d'action développé et édité par Namco Bandai Games, sorti en 2009 sur  PlayStation 3 et iOS.

## Système de jeu
Le joueur contrôle une chenille colorée pourvue de quatre pattes du nom de Boy. En utilisant le stick analogique gauche de la manette, l'avant de Boy bouge ; avec le droit, c'est l'arrière. En bougeant les deux extrémités de la chenille dans des directions opposées, elle s'étend jusqu'à des longueurs très importantes. Le joueur peut bouger boy dans l'environnement, interagir avec des objets statiques comme les maisons ou les personnages non joueurs, des animaux de la ferme.
Le joueur accumule des points fonctions de l'utilisation de l'étirement pendant le jeu. Ces points peuvent être envoyés en ligne via un personnage appelé Sun vers un autre personnage appelé Girl. Les points soumis par l'ensemble des joueurs à Girl sont cumulés. Avec ces points, Girl s'étend et de nouveaux niveaux sont débloqués. Au lancement de jeu, Girl était située dans un système solaire virtuel sur Terre. Puis, à force de s'étendre, elle a fini par atteindre la Lune, Mars, Jupiter, Saturne, Neptune et Pluton. Elle est ensuite retournée vers le soleil avant de retourner vers la Terre. À chaque étape atteinte, des niveaux pour Boy étaient débloqués pour l'ensemble de la communauté de joueurs.
Les différentes étapes ont été atteintes aux dates suivantes :
- Lune : 23 février 2009 (4 jours après la sortie)
- Mars : 23 mai 2009[3]
- Jupiter : 20 novembre 2009[4]
- Saturne : 19 janvier 2011[5]
- Uranus : semaine du 25 décembre 2011[6]
- Neptune : 6 mars 2014[7]
- Pluton : 23 novembre 2015 [8]

Lors de la dernière étape, Girl devait refaire toute la distance parcourue (altérée par un système de multiplicateur). Elle est retournée sur Terre le 14 décembre 2015.
La fin officielle du jeu a donc eu lieu 2489 jours après sa sortie, même s'il est toujours possible de jouer avec Boy.

## Développement
Le jeu a été présenté pour la première fois lors d'une conférence de presse pendant le PlayStation Premiere 2007 à Tokyo. Le concepteur Keita Takahashi s'est présenté sur scène avec un tuyau argenté pourvu de deux boules roses à ses extrémités. Il a précisé que ce n'était pas le contrôleur du jeu mais uniquement une aide visuelle pour l'expliquer. Une vidéo de 30 secondes avec Boy y a été montrée.
Un prototype jouable a été présenté au GameCity 2007 International Interactive Entertainment Festival dans lequel Takahashi a reçu pour l'occasion le prix Vision Statement. Dans la démo présentée, trois Boys étaient interagissaient sur un plan fixe remplit d'animaux de la ferme. Les corps extensibles des Boys étaient utilisés pour fouetter, s'emmêler et se déplacer dans l'espace. Les Boys pouvaient avaler les animaux ce qui déformaient leur ventre avant qu'ils ne soient expulsés par l'arrière.
Une nouvelle démo de gameplay a été présentée au Tokyo Game Show 2008 sur le stand de Namco Bandai. Boy se déplaçait alors dans un labyrinthe en deux dimensions dont les murs étaient constitués de blocs colorés. Se cogner contre les murs les faisaient voler en éclats. À la fin du labyrinthe, Boy se dirigeait vers un écran titre créé à l'aide des mêmes blocs colorés. Certains visiteurs ont été perturbés par cette démo car elle ne correspondait pas à celle présentée précédemment. Il a été ensuite révélé qu'il s'agissait d'un mini-jeu accessible quand le jeu principal était en pause.
Noby Noby Boy a été initialement développement avec un kit Xbox 360 puis a été porté sur PlayStation 3. Takahashi déclare avoir changé de plates-formes car le positionnement non parallèle des sticks analogiques de la manette Xbox 360 ne lui convenait pas.
Le 29 avril 2009, une mise à jour du jeu a ajouté un mode multijoueur à quatre. Celle-ci intégrait également de nouvelles musiques et, plus absurde, des coupes de cheveux pour la maison de Boy et de nouvelles attitudes de réflexion pour les oiseaux. Une fonctionnalité cachée était également incluse. Elle permettait au joueur de créer un double de Boy en appuyant sur un bouton au moment de quitter la maison.

## Accueil
Noby Noby Boy a reçu des critiques positives avec une un score Metacritic de 75 %. IGN fait remarquer le caractère unique du jeu.
En mai 2009, le jeu s'était vendu à environ 100 000 unités.
Le jeu est cité dans l'ouvrage Les 1001 jeux vidéo auxquels il faut avoir joué dans sa vie.
Keita Takahashi a déclaré ne pas être « complètement satisfait du jeu ».